# XS All Areas - The Greatest Hits (DVD)
XS All Areas – The Greatest Hits è un DVD pubblicato dal gruppo inglese Status Quo nel 2004.

## Il DVD
Il prodotto fa parte di un mastodontico progetto di marketing elaborato nell'approssimarsi dei 40 anni di carriera della band e la sua pubblicazione viene accompagnata dalla pubblicazione di un omonimo doppio album raccolta, due nuovi singoli ed una vera e propria autobiografia a firma dei due membri storici della band Francis Rossi e Rick Parfitt.
Al suo interno racchiude molti dei video musicali di maggior successo degli Status Quo, ma anche rare performance live e preziosi documenti televisivi, come la primissima apparizione della band al programma televisivo Top of the Pops, il 15 febbraio del 1968, con il classico della psichedelia Pictures of Matchstick Men.
Alla fine del DVD, ogni brano è recensito e commentato - ma senza sottotitoli in italiano - dai due chitarristi Rossi e Parfitt.
Il lavoro ottiene un grande riscontro di vendite piazzandosi al n. 2 nelle classifiche video del Regno Unito.

## Tracce
1. Caroline
2. Down Down
3. Paper Plane
4. Big Fat Mama
5. Roll Over Lay Down
6. Don't Waste My Time
7. Little Lady
8. Mystery Song
9. Rain
10. Break the Rules
11. Something ‘Bout You Baby I Like
12. Hold You Back
13. Rockin' All Ove the World
14. Whatever You Want
15. Don't Drive My Car
16. Again and Again
17. Forty-Five Hundred Times
18. All Stand Up
19. Jam Side Down
20. Creepin' Up on You
21. Pictures of Matchstick Men
22. In My Chair
23. Gerdundula
24. Wild Side of Life
25. Rock'n'Roll
26. What You're Proposing
27. Ol' Rag Blues
28. The Wanderer
29. Living on an island
30. Runaway
31. A Mess of Blues
32. Marguerita Time
33. Rollin' Home
34. In the Army Now
35. When You Walk in the Room
36. Burning Bridges
37. Fun, Fun, Fun
38. Old Time Rock and Roll
39. Anniversary Waltz Part One (Medley)
40. Anniversary Waltz Part Two (Medley)

Commento finale di Francis Rossi e Rick Parfitt

## Formazione
- Francis Rossi (chitarra solista, voce)
- Rick Parfitt (chitarra ritmica, voce)
- Alan Lancaster (basso, voce)
- John 'Rhino' Edwards (basso)
- John Coghlan (percussioni)
- Pete Kircher (percussioni)
- Jeff Rich (percussioni)
- Roy Lynes (tastiere)
- Andy Bown (tastiere)

## Altri musicisti
- The Beach Boys in Fun, Fun, Fun